# Friedrich Iselin
Friedrich Samuel Iselin (* 28. Mai 1829 in Basel; † 30. Juni 1882 ebenda) war ein Schweizer Turner und Turnfunktionär. Er war Vorkämpfer des Turnens in der Schweiz und Präsident des Eidgenössischen und des Basler Turnvereins.

## Leben und Werk
Friedrich Samuel Iselin studierte nach dem Schulbesuch Philkosophie an den Universitäten in Basel und Bern. Zeitgleich wirkte er ab 1849 am Waisenhaus in Bern als Lehrer. 1856 erhielt er eine dauerhafte feste Anstellung als Latein- und Turnlehrer und als Lehrer für lataéinische Geschichte am Humanistischen Gymnasium in Basel, wo er zuletzt zum Konkrettor befördert wurde.
Bereits mit acht Jahren begann er zu Turnen und wurde mit 15 Jahren Mitglied des Baseler Turnvereins, zu dessen Präsidenten er 1847 gewählt wurde. Im darauffolgenden Jahr erfolgte seine Wahl zum Präsidenten des Eidgenössischen Turnvereins.
1858 gründete Iselin den Schweizerischen Turnlehrerverein und die Schweizerische Turnzeitung, für die er zahlreiche Aufsätze verfasste.
Er gilt als Vorkämpfer des Turnens in der Schweiz und förderte die Einführung des Turnunterrichts.